# Blast Factor
Blast Factor est un jeu vidéo de type shoot them up développé par Bluepoint Games. Le jeu a été édité par Sony Computer Entertainment en 2006 sur PlayStation 3 via le PlayStation Network, à prix réduit. Une version étendue du jeu, intitulée Blast Factor: Avanced Research, est sortie en 2007.

## Système de jeu
Dans Blast Factor, le joueur dirige un vaisseau microscopique, le G-18 Namite Interceptor, qui a été injecté dans un prélèvement contaminé. Progressant de cellule en cellule, le joueur doit détruire toutes les souches virales qui se jettent sur lui pour finalement atteindre et détruire le Nano-Core (le boss) et assainir le prélèvement. Le jeu propose plus de 90 niveaux répartis sur sept prélèvements.
Chaque cellule prend la forme d'un hexagone à l'intérieur duquel le vaisseau et les ennemis sont confinés. L'aire de jeu est affichée en vue de dessus, quasiment dans son intégralité à l'écran. Les bases du gameplay s'apparentent à l'antique Asteroids (1979), même si le jeu s'en diffère par de nombreux points par ailleurs.
Le contrôle du vaisseau se fait avec le stick gauche de la manette Sixaxis tandis que le stick droit permet de lancer des salves de tirs sur 360°. Ce système de contrôle à deux sticks a déjà été implémenté dans les jeux d'arcade de Williams comme Robotron: 2084 (1982) ou Smash TV (1990). Le maniement du vaisseau et l'orientation des tirs étant dissociée, cela implique une grande fluidité dans les déplacements.
Le vaisseau est équipé du « Repulser », un dispositif qui engendre une onde de choc autour du vaisseau, ce qui permet de repousser les ennemis à proximité. Le phénomène s'accompagne d'un ralenti et d'un zoom sur l'aire de jeu pendant une ou deux secondes. Cette fonction peut permettre d'échapper à une mort certaine mais elle est aussi indispensable pour vaincre certains virus.
Par ailleurs, il est possible d'engendrer des raz-de-marée qui balayent latéralement la cellule. Ces « tsunamis cellulaires » se déclenchent simplement en inclinant la manette de jeu vers la gauche ou la droite. Les ennemis se retrouvent alors balotée de part en part de la cellule, ce qui permet de les mettre à distance mais aussi pour certains, de les retourner afin de révéler leur point faible. Cette fonction est essentielle pour progresser et elle doit parfois être couplée au « Repulser » pour être efficace face à certaines souches virales.
Comme dans un shoot them up classique, des power-up sont distillés au fur et à mesure de la progression (triple tir, missiles, Repulser biomagnétique, Super-Repulser, vie supplémentaire...).
Blast Factor proposent deux modes multijoueurs jouables à quatre mais uniquement en offline : « Rancune », un mode versus, et « Co-op », un mode en coopération. Les modes solo « AT » et « 2xAT » (AT: accélération temporelle) offrent eux une difficulté accrue avec une vitesse de jeu boostée de 15 et 30 %. Enfin un classement en ligne permet de confronter ses scores à d'autres joueurs.

## Réactions
- Revue de presse

Eurogamer 6/10 • GameSpot 6.6/10 • IGN 5,9/10 • PlayStation Magazine 13/20